# Barry Pickering
Barry Pickering (12 de dezembro de 1956) é um ex-futebolista neozelandês, que atuava como goleiro.

## Carreira
Barry Pickering fez parte do elenco da histórica Seleção Neozelandesa de Futebol da Copa do Mundo de 1982.